# Recrutamento inteligente

## Uma inovação tecnológica
Por Recrutamento Inteligente entende-se a utilização de inovações tecnológicas para colmatar as necessidades dos recrutadores, colocando todo o processo numa só plataforma online para empresas e candidatos.
Atualmente o meio mais utilizado para colocar e procurar ofertas é a Internet, por isso faz todo o sentido que o processo de recrutamento seja gerido online e numa só plataforma, para que se torne mais rápido, fácil e econômico. 
Uma plataforma de recrutamento inteligente funciona em qualquer dispositivo, está sempre acessível através da cloud e está integrada com redes sociais e motores de busca para ampliar o alcance das ofertas dentro do target seleccionado. Esta solução permite ainda a integração com os sistemas de gestão utilizados pelas empresas, para ser realmente uma ferramenta end-to-end prática e útil.

## Principais características
- Análise de Dados e Inteligência Artificial: O Recrutamento Inteligente utiliza algoritmos de inteligência artificial para analisar grandes volumes de dados, como histórico profissional, habilidades, comportamentos online e desempenho em testes, a fim de identificar padrões e correlações que ajudam na tomada de decisões mais assertivas .
- Automação de Processos: Ferramentas de automação permitem a triagem inicial de currículos, o agendamento de entrevistas, a realização de testes online e a comunicação com os candidatos de forma mais rápida e eficiente, reduzindo significativamente o tempo gasto nas etapas iniciais do recrutamento.
- Personalização e Experiência do Candidato: O Recrutamento Inteligente também se preocupa em proporcionar uma experiência positiva aos candidatos, por meio de processos mais transparentes, feedbacks personalizados e interações mais humanizadas, mesmo com o uso da tecnologia.
- Redução de Vieses: Ao utilizar algoritmos objetivos e critérios específicos, o Recrutamento Inteligente busca reduzir vieses inconscientes que podem influenciar decisões de recrutamento baseadas em características pessoais, como gênero, idade ou origem étnica.